# Aldea
Aldea (węg. Abásfalva) – wieś w Rumunii, w okręgu Harghita, w gminie Mărtiniș. W 2011 roku liczyła 375 mieszkańców.